# Indiscret (film, 1958)
Pour les articles homonymes, voir Indiscret.
Pour plus de détails, voir Fiche technique et Distribution.
Indiscret (titre original : Indiscreet) est un film britannique réalisé par Stanley Donen, sorti en 1958.

## Synopsis
Anna Kalman (Ingrid Bergman), célèbre comédienne, est de retour à Londres après avoir raccourci son voyage à Majorque. Ce retour précipité étonne sa sœur Margaret Munson (Phyllis Calvert) et son mari Alfred (Cecil Parker). Célibataire, Anna tombe au premier regard sous le charme de Philip Adams (Cary Grant), invité par Alfred. Haut fonctionnaire de l'OTAN venu de San Francisco, Philip se présente comme l'un des plus fervents admirateurs de la comédienne et l'invite à assister à son discours. Ce séduisant homme cache cependant un gros défaut, il est lui aussi un célibataire convaincu. Pour ne pas risquer l'engagement avec la jolie Anna, il lui fait alors croire qu'il a une épouse qui lui refuse le divorce.

## Fiche technique
- Titre : Indiscret
- Titre original : Indiscreet
- Réalisation : Stanley Donen
- Scénario : Norman Krasna d'après sa propre pièce Kind Sir
- Photographie : Freddie Young
- Montage : Jack Harris
- Musique : Richard Rodney Bennett et Ken Jones
- Direction artistique : Donald M. Ashton
- Costumes : Pierre Balmain et Christian Dior (non crédités)
- Producteur : Stanley Donen et Sydney Streeter producteur associé
- Société de production : Grandon Productions Ltd. et Warner Bros. Pictures
- Société de distribution : Warner Bros. Pictures
- Pays de production :  Royaume-Uni
- Langue : Anglais
- Format : Couleur (Technicolor) - son : Mono (RCA Sound Recording)
- Genre : Comédie romantique
- Durée : 100 minutes
- Dates de sortie : 
  - États-Unis : 20 mai 1958 (première)
  - France : 22 octobre 1958

## Distribution

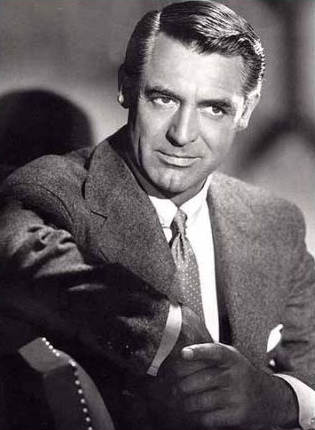
Cary Grant, photo promotionnelle pour le film.

- Cary Grant (V.F : Jean Davy) : Philip Adams
- Ingrid Bergman  (V.F : Claire Guibert) : Anna Kalman
- Cecil Parker (V.F : Jean-Henri Chambois) : Alfred Munson
- Phyllis Calvert (V.F : Lita Recio) : Mme Margaret Munson
- David Kossoff : Carl Banks
- Megs Jenkins : Doris Banks
- Oliver Johnston  (V.F : Camille Guerini) : Mr. Finleigh

## Autour du film
- Cary Grant et Ingrid Bergman avaient déjà tourné ensemble en 1946 dans Les Enchaînés (Notorious) d'Alfred Hitchcock.
- Il s'agit de la seconde collaboration de Stanley Donen et Cary Grant, après Embrasse-la pour moi (Kiss them for me, 1957) avec Jayne Mansfield. En 1960, Stanley Donen dirige de nouveau Cary Grant dans Ailleurs l'Herbe est plus Verte (The Grass is Greener) avec Deborah Kerr (à noter que ce film sera le second, et dernier, de Donen produit par Grandon Productions Ltd). Ils se retrouvent une dernière fois dans Charade, aux côtés d'Audrey Hepburn.
- Il s'agit de l'adaptation de la pièce de Norman Krasna, qui n'a pas eu un énorme succès à Broadway. Le film quant à lui a trouvé son public.
- À l'exception du plan d'ouverture sur Big Ben sous la pluie, des quelques scènes extérieures (comme à Piccadilly Circus) et des scènes de restaurant et du bal, la majorité du film se déroule dans l'appartement d'Anna. Les quatre personnages principaux (Anna, Philip, Alfred et Margaret) vont et viennent dans cette habitation luxueuse londonienne.
- La censure a contraint Stanley Donen à utiliser le système du split-screen pour les scènes dans le lit. Les acteurs discutent au téléphone, chacun dans leur lit respectif, Cary Grant à gauche de l'écran, Ingrid Bergman à droite[1]. Effectivement, en 1958 même les couples mariés ne devaient pas être montrés dans le même lit.
- D'après un article du New York Times de janvier 1958, Cary Grant aurait accepté le rôle à condition qu'Ingrid Bergman joue Anna Kalman. Pour répondre à sa demande, l'intrigue fut déplacée à Londres. Effectivement, Ingrid Bergman était déjà engagée sur le tournage de L'Auberge du sixième bonheur (The Inn of The Sixth Happiness) qui se déroulait en Grande-Bretagne[2].
- Un téléfilm a été réalisé en 1988 par Richard Michaels avec Robert Wagner et Lesley-Anne Down[2].
- Ingrid Bergman jouera un rôle similaire dans le film Cactus flower de Gene Saks, sorti en 1969, et adapté de la pièce Fleur de cactus  de Pierre Barillet et Jean-Pierre Gredy où un dentiste a fait croire à sa maîtresse qu'il était marié et qu'il avait trois enfants afin de ne pas s'engager.

## Nominations
- BAFTA Awards 1959 :
  - Meilleur film
  - Meilleur film britannique

- Golden Globes 1959 :
  - Meilleur acteur dans un film musical ou une comédie : Cary Grant
  - Meilleure actrice dans un film musical ou une comédie : Ingrid Bergman
  - Meilleur film de comédie